# Konflikten i Nordirland
Konflikten i Nordirland (engelska: The Troubles, iriska: Na Trioblóidí) var den mest intensiva perioden av den inre konflikten i Nordirland. Den började av olika anledningar år 1969 och kan anses vara avslutad 2007, eftersom Nordirland efter långfredagsavtalet 1998 har fått självstyre med en regering där både lojalister (protestanter) och republikaner (katoliker) är med. Konflikten rådde mellan å ena sidan republikanska grupper (främst bestående av katoliker) som ville integrera den brittiska provinsen Nordirland med republiken Irland och å andra sidan Storbritannien samt unionistiska grupper (främst bestående av protestanter) som motsatte sig detta. Alla de paramilitära grupperna har lagt ner sina vapen, upplösts eller iakttagit en långvarig vapenvila. Dissidentrepublikanska Real IRA och Continuity IRA har utfört terrordåd under 2009 och sedan 2016, men dessa grupper är små och har begränsat folkligt stöd.

## Bakgrund
Vid upprättandet av den Irländska fristaten år 1921 efter det irländska frihetskriget blev sex grevskap i norr undantagna och fick utgöra Nordirland. Denna del av ön förblev under brittisk administration. Anledningen till detta var att den protestantiska majoriteten av Nordirlands befolkning önskade fortsätta vara en del av det förenade kungadömet Storbritannien/Irland. Irländska republikanska armén motsatte sig detta och den första väpnade kampen för inlemmande av Nordirland i Fristaten och senare i Republiken Irland bröt ut.
Efter en period med terrordåd strax före andra världskriget dämpades konflikten något vid slutet av 1940-talet. Nordirland och Irland förblev två delar. På den ena sidan fanns katoliker där ett flertal var republikaner och nationalister, på den andra protestanter där de flesta var unionister/lojalister.

### Diskriminering av katoliker
Det självstyrande Nordirland hade hela tiden en katolsk minoritet. Den protestantiska majoriteten dominerade dock helt både politik och rättsväsende och regionen styrdes från början av 1920-talet till början av 1970-talet av samma parti, Ulster Unionist Party. Detta var möjligt bland annat genom manipulerad valkretsindelning. För att parera förändringar i demografin utestängdes den katolska nationalistiska befolkningen i praktiken från politiskt inflytande och katoliker utsattes för diskriminering i arbetslivet och i boendet. Många unionister betraktade nationalisterna som lojala mot en annan stat och därmed ett hot mot staten. Detta användes som argument för att legitimera diskriminering av den katolska befolkningen.

### Politiska förändringar på 1960-talet
På 1960-talet började den dåvarande nordirländske premiärministern Terence O'Neill föra en ekonomisk och social politik som innebar förbättringar även för katoliker. Han började också upprätta vänskapliga förbindelser med den Irländska republiken. Under denna tid skedde en politisk mobilisering bland den katolska befolkningen i Nordirland. En organisation för medborgerliga rättigheter, Northern Ireland Civil Rights Association, bildades med inspiration från den amerikanska medborgarrättsrörelsen för att uppmärksamma och bekämpa diskriminering på olika områden. Denna rörelse verkade inom Nordirland och hade inga krav på gränsändringar men uppfattades av många unionister som en frontorganisation för republikaner. Medborgarrättsrörelsen möttes av motstånd från polis och motdemonstranter med ofta våldsamma konfrontationer som följd. En del militanta unionister bildade väpnade grupper för att bekämpa vad man såg som ett republikanskt hot. Med andra ord, en väpnad konflikt hade fått sin början.

## Våldsamheter bryter ut 1969
Den 1 januari 1969 anordnades en marsch för rätten att få rösta oavsett var i Londonderry man bodde. Nationalisterna organiserade marschen men fick även hjälp av demonstranter från andra håll. Marschen nådde den 4 januari Derry och möttes av våldsamma motdemonstranter. Ett flertal nationalister fördes till sjukhus på grund av sina skador. Polisen kunde inte skydda demonstranterna utan tvingade in dem till Bogside, där polisen trodde att demonstranterna skulle vara säkra från motdemonstranternas hätska utfall. Tidigt den 5 januari gick en mobb in i St. Columb's Wells och Lecky Road i Bogsideområdet, där de misshandlade de boende och vandaliserade deras egendom. Efter middagen svarade de boende med att bygga barrikader och beväpna sig, eftersom de inte ansåg polisen vara i stånd att kunna försvara dem. Polisen tilläts inte heller gå in i området. En vaktstyrka bildades som patrullerade gatorna. En lokal aktivist vid namn John "Caker" Casey målade den numera klassiska väggmålningen "You are now entering Free Derry". Det var då området började kallas ”Free Derry”. Den 7 januari utökades området till att även omfatta kvarteret Creggan samt intilliggande, nationalistiska gator.
Mot bakgrund av att den katolska stadsdelen Free Derry bröt sig ur Nordirland och att den lokala polisen inte kunde få kontroll över stadsdelen skickades 1969 brittiska trupper till Nordirland i en operation kallad Operation Banner.
Den 12–15 augusti 1969 utbröt gatukravaller mellan nationalister på ena sidan och unionister och polis på andra sidan, slaget om Bogside. Det hela spred sig till andra delar av landet och konflikten började på allvar.
I augusti utbröt kravaller i Belfast där 8 människor dödades och 750 skadades i ett uppror där båda sidor påbörjade etnisk rensning av sina bostadsområden, som ledde till den segregation som finns i dag. Cirka 1 500 katolska familjer var tvungna att fly. Enligt vittnen skrek mobben IRA "I Ran Away". Cirka 300 protestantiska familjer var också tvungna att fly sina hem.
De så kallade fredsmurarna började byggas efter kravallerna. De omfattar idag ett 40-tal separata murar med en sammanlagd längd av cirka 13 kilometer.
Provisoriska IRA bildades 1969 av Brendan Hughes, Billy McKee och Joe Cahill. Gruppen förordade en mer våldsam kamp än Officiella IRA och vägrade ta order från Billy McMillen, som var ledare för Officiella IRA i Nordirland. Provisoriska IRA bröt kontakten med IRA:s ledning i Dublin, eftersom Officiella IRA inte hade försvarat katolska bostadsområden under kravallerna i Belfast 1969. Istället var det enskilda IRA-män som gjorde motstånd, men misslyckades. Samtidigt hade man lyckats försvara det katolska bostadsområdet Bogside i slaget om Bogside, just för att den lokala IRA-ledningen organiserade försvaret.
Provisoriska IRA organiserade en ny våldsam kampanj mot den brittiska militära närvaron i Nordirland som blev långvarig.

## 1970-talet: våldet tilltar

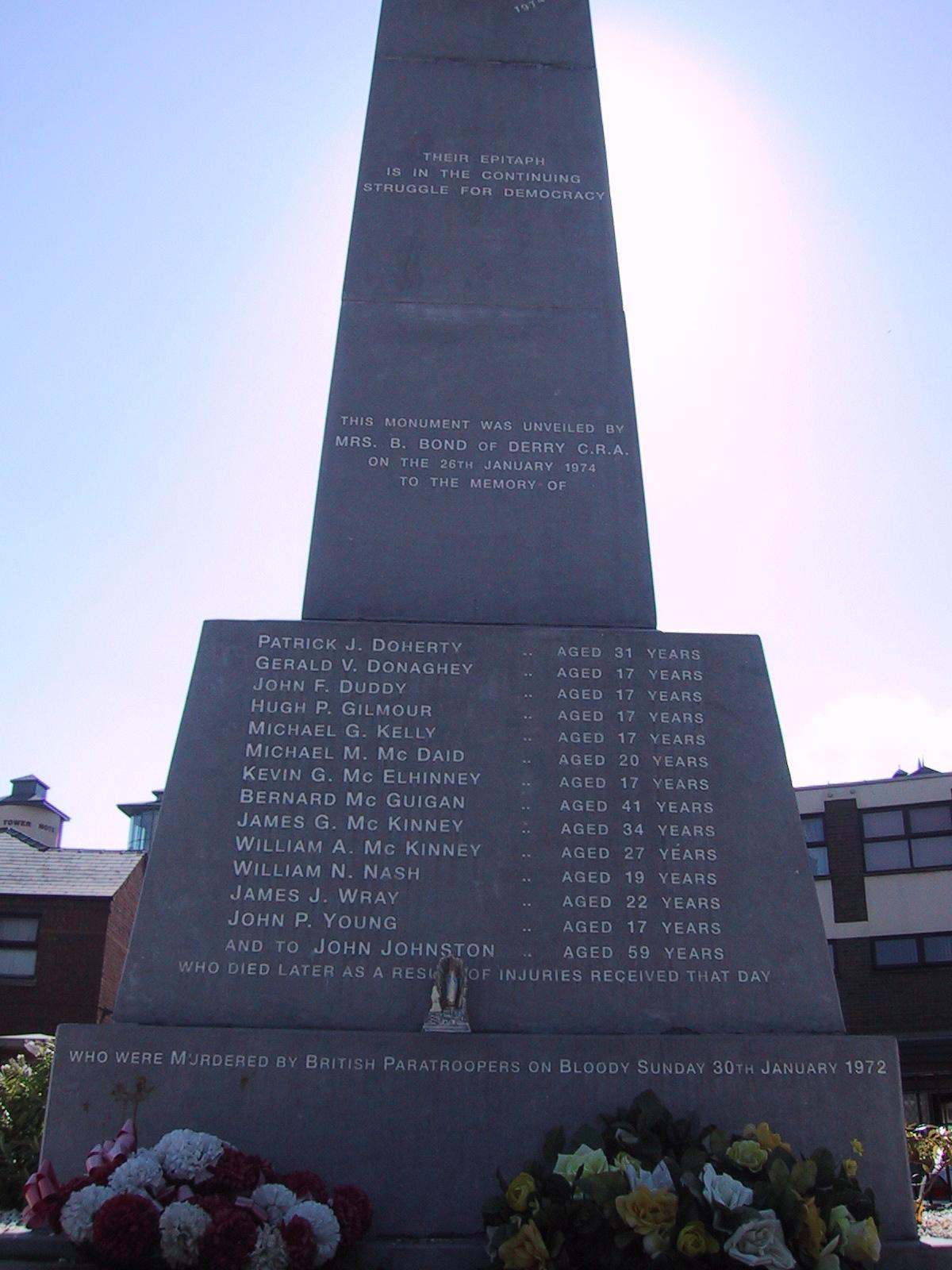
Minnesmärke över de döda i Den blodiga söndagen.

Efter kravallerna 1969 började regeringen bygga interneringsläger 1971 och införde en lag att personer som misstänks ha för avsikt att använda våld kan fängslas i upp till 6 månader utan rättegång den så kallade Operation Demetrius.
IRA:s så kallade "Mainland-kampanj" var ett försök att föra kampen från Nordirland till Storbritannien. Den första bomben placerades den 21 juli 1971 på puben The Mitre i Bayswater i London i samband med en fest för soldater som tjänstgjort i Nordirland. Explosionen dödade fyra personer.
1971 uppdagades det att brittisk underrättelsetjänst använt tortyr som förhörsmetod mot tillfångatagna IRA-män. Metoderna förbjöds av regeringen i London.

"Ballymurphymassakern" inträffade mellan den 9 och 11 augusti 1971. Elva obeväpnade civila blev under dessa dagar nerskjutna av den brittiska militären i West Belfast, Ballymurphy. Ingen av de dödade hade någon anknytning till någon paramilitär grupp.
"Den blodiga söndagen" den 30 januari 1972, då brittiska soldater dödade 13 och skadade 14 obeväpnade demonstranter, anses vara ett lågvattenmärke i konflikten, då det annars varit paramilitära grupper på båda sidor som stått för det dödliga våldet mot civila. Denna händelse fick också London att börja försöka hitta en lösning på konflikten som inkluderade katolikerna.
Nordirlands självstyre och dess parlament (Parliament of Northern Ireland) i Stormont utanför Belfast avskaffades och ersattes av direktstyre från regeringen i London 30 mars 1972. Det har sedan dess gjorts flera försök att återinföra självstyret och att lösa konflikten. Den 1 januari 1974 återinfördes självstyre och en koalitionsregering bestående av unionistiska och nationalistiska politiker bildades. Den blev dock kortvarig och i slutet av maj infördes åter direktstyre från London.
Paramilitära grupper var väldigt aktiva under 1970-talet, då många bombdåd och mord utfördes. Unionisternas paramilitära grupper Ulster Volunteer Force och Ulster Defence Association utförde även bombdåd i Irland. En grupp Ulster Volunteer Force-medlemmar, kallade Shankill Butchers, mördade och torterade minst 30 katoliker. IRA attackerade brittisk polis och militär på Nordirland och mördade flera protestantiska politiker och ledare.
IRA:s hämnd för den blodiga söndagen var vad som kallas blodiga fredagen, då 22 bomber exploderade i Belfast. I Dublin och Monaghan (Bombattentatet i Dublin och Monaghan) dödade bomber 33 människor 1974, i ett dåd utfört av Ulster Volunteer Force.
En bombattack på La Mon House hotel den 17 februari 1978 i utkanten av Belfast dödade 12 människor.
Warrenpointmassakern Provisoriska IRA lurar brittisk militär in i ett bakhåll 27 augusti 1979. Detta hände utanför den nordirländska staden Warrenpoint vid Narrow Water Castle. De blir de största förlusterna som PIRA ger Brittisk militär på en dag 18 döda soldater. Hände samma dag som en medlem i kungafamiljen, Lord Mountbatten, mördades av IRA 1979.

## Våldsamheter under 1980-talet

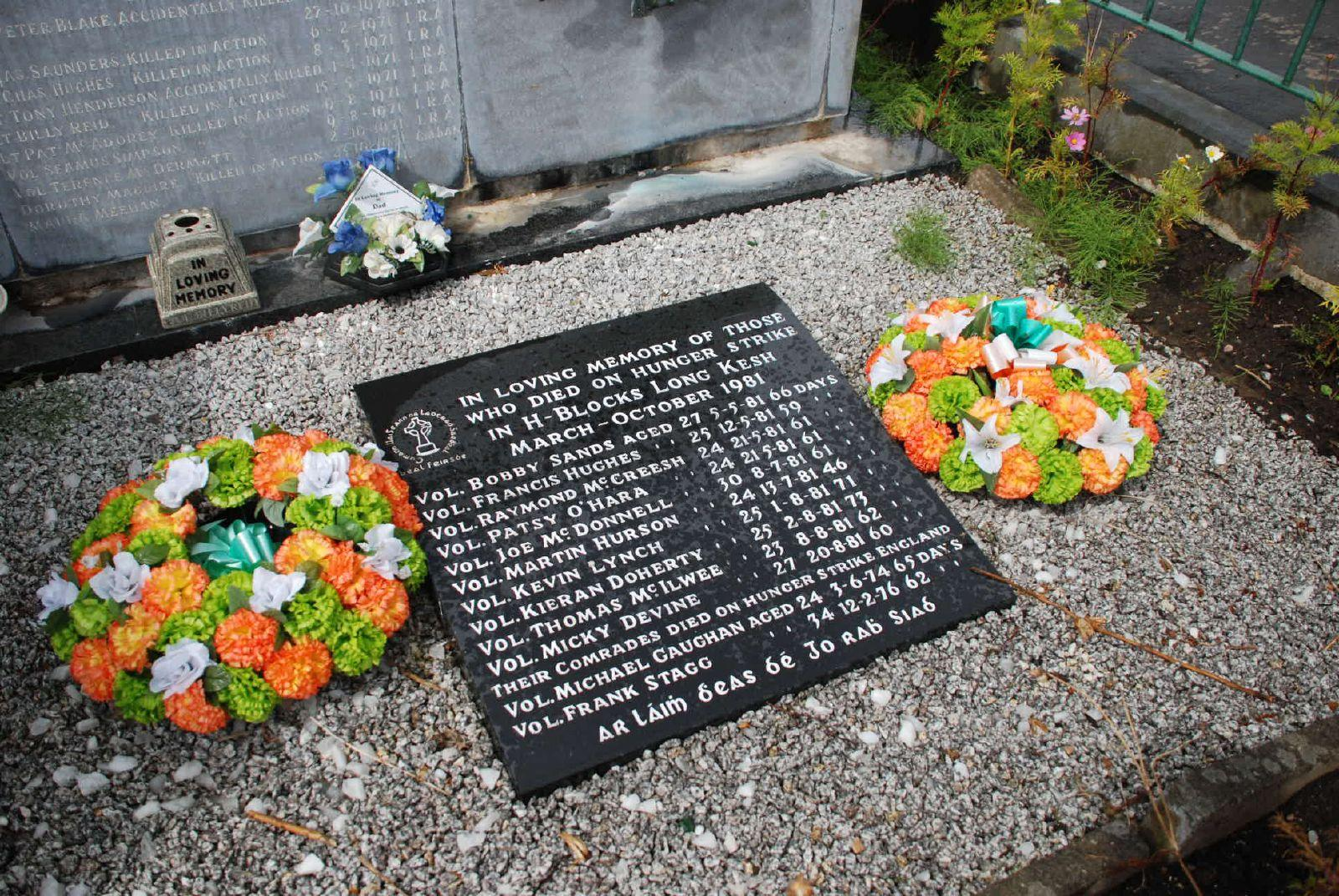
Minnesmärke över de döda i hungerstrejk 1981. Här finns också Frank Stagg och Michael Gaughan som båda dog på 70-talet efter hungerstrejk. Finns i Milltown Cemetery, Belfast.

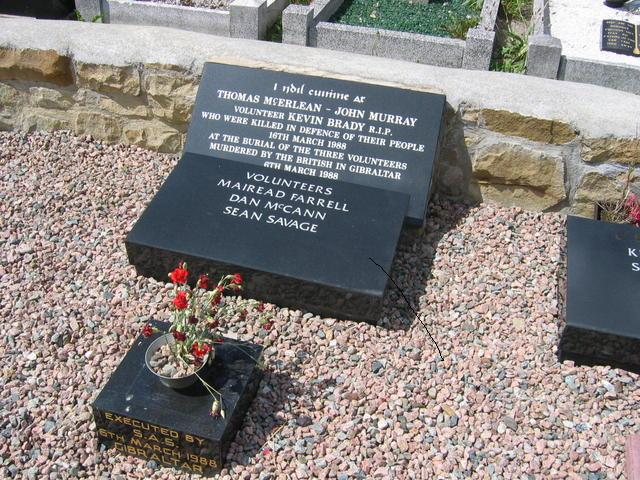
Minnesmärke över de som dog i Massakern på kyrkogården 16 mars 1988 och de tre IRA-män som dödades av soldater 6 mars i Gibraltar Milltown Cemetery, Belfast.

Våldsamheterna ökade under 1980-talet och Margaret Thatcher ville inte förhandla med vad hon såg som terrorister.
1980 började IRA-fångar hungerstrejka men strejken blev kortlivad.
Men hungerstrejken i Nordirland 1981 mot de dåliga förhållandena på Mazefängelset och vad man tyckte var orättvisa domar fick större konsekvenser. Det var 25 som deltog i hungerstrejken och 12 av dem dog. De som överlevde gjorde det för att deras familjer gick in och räddade deras liv då de blev medvetslösa och vissa slutade för att de insåg att familjen kommer att rädda dem om de blev medvetslösa.
I januari 1981 bröt sig tre män från Ulster Defence Association in i Bernadette Devlins hem och sköt henne med nio skott och hennes man med fyra inför ögonen på deras barn. Bernadette Devlin och hennes man fick allvarliga skador, bland annat i huvudet, men överlevde.
Hungerstrejken skärpte motsättningarna. Irlands regering ansåg att regeringen i London var barbarisk då den lät fångarna svälta sig till döds. Hundratusentals människor följde de döda till deras sista vila.
IRA började nu genomföra bombdåd på brittisk mark för att hämnas. Mest kända är försöken att mörda Thatcher 1984, bombattentatet i Brighton, då de attackerade tories kongress i Brighton med bomber. Fem personer dog, men Thatcher överlevde.
Den 14 mars 1984 försökte John Gregg, ledare av Ulster Defence Association, och två andra medlemmar mörda Gerry Adams då han åkte taxi i Belfast. De sköt över 20 skott men Adams överlevde. Gregg fängslades.
Continuity IRA bildades 1986. Fram till 1986 avstod Sinn Féin från att inta de platser man vann i det irländska parlamentet, men när man detta år ändrade denna inställning bildades Kontinuitets-IRA (Continuity IRA, CIRA) som höll fast vid den tidigare inställningen. Orsaken till splittringen var att man såg denna förändring som ett accepterande av 1921 års delningsavtal. Kontinuitets-IRA existerade som en lös gruppering inom IRA fram till 1996 då man påbörjade sin väpnade kamp i protest mot processen som ledde till långfredagsavtalet (Good Friday Agreement), som slöts 1998. Utbrytarpartiet Republikanska Sinn Féin (Republican Sinn Féin) har utpekats som CIRA:s politiska gren och bildades av avhoppare från Sinn Feín 1986.
Bombattentatet i Enniskillen 8 november 1987 – Edward Armstrong (52), Marie Wilson (20), Samuel Gault (49), Georgina Quinton (72), John Megaw (68), Wesley Armstrong (62), Bertha Armstrong (53), William Mullan (72), Agnes Mullan (70), Kit Johnston (70), Jessie Johnston (66) och Ronnie Hill (68) dödades av en tidsinställd bomb i Enniskillen då de var med på en minnesceremoni vid ett krigsminnesmärke. Bomben detonerades av Provisoriska IRA.
Den 6 mars 1988 Operation Flavius dödade brittiska SAS-trupper tre IRA-medlemmar Dan McCann, Seán Savage och Mairéad Farrell i Gibraltar. Militären fick kritik av bland annat FN eftersom IRA-männen var obeväpnade, men militären svarade med att de alltid måste utgå från att IRA-män var beväpnade. Militärdomstolen gick på militärens linje och ansåg inte att de hade gjort sig skyldiga till tjänstefel.
Den 16 mars 1988 Milltownmassakern attackerade Ulster Defence Association-medlemmen Michael Stone begravningsföljet och kastade en granat och sköt med automatvapen mot de sörjande under begravningen av de tre IRA-medlemmarna. Tre personer dog och 50 skadades (de döda var Tomas Mcerlean, John Murry och Kevin Brady). Många trodde att huvudmålet var nationalistledarna Martin McGuinness och Gerry Adams; båda kom undan oskadda. Stone greps strax efteråt av polisen då han försökte fly från kyrkogården.
Den 19 mars 1988 när ett av Stones offer, IRA-mannen Kevin Brady, skulle begravas körde två brittiska soldater, Derek Wood och David Howes, eventuellt av misstag in i begravningsföljet och drogs ur sin bil av en ilsken mobb som började misshandla dem. De fördes i väg i en svart taxi och hittades senare torterade och skjutna till döds. Bortförandet hade inträffat framför TV-kamerorna. Sinn Fein, IRA:s politiska gren, började få sympatiröster efter hungerstrejken, och överraskade med att ta två platser i irländska parlamentet och fem platser i nordirländska parlamentet. Bobby Sands, en av fångarna, blev till och med parlamentsledamot men dog under strejken. Även deras ledare Gerry Adams tog plats i Londons parlament. Därefter har stödet ökat, och i dag är partiet det största nationalistiska partiet i Nordirland. I Europaparlamentsvalet 2009 blev Sinn Fein största partiet på Nordirland.

## Fredsprocessen under 1990-talet
1991 attackerade IRA-mannen Sean O'Doherty 10 Downing Street och en bomb exploderade bakom huset, men ingen skadades.
Teebane Cross Road-massakern den 17 januari 1992. En IRA-bomb dödade åtta protestanter på Teebane Crossroads mellan Cookstown och Omagh, County Tyrone.
Den 23 oktober 1993 utförde IRA-männen Thomas Begley och Sean Kelly ett bombdåd mitt på unionistiska Shankill Road och dödade nio personer (Bombattentatet på Shankill Road). Begley dog också i attacken. Men deras mål var ett möte mellan ledare för Ulster Freedom Fighters (fristående del av Ulster Defence Association) och Ulster Defence Association. Det hela fick ett politiskt efterspel då Gerry Adams, Sinn Féins ledare, var kistbärare på Thomas Begleys begravning.
Den 30 oktober 1993 Greysteel massakern var Ulster Defence Association hämnd. Då 8 katoliker dödades och 13 sårades på en Halloweenfest i Greysteel.
Den 31 augusti 1994 utlyste IRA vapenvila och den 13 oktober samma år svarade de största lojalistiska väpnade grupperna, Ulster Defence Association och Ulsters Frivilligstyrka, med att också utlysa vapenvila.
Men vapenvilan blev inte långvarig, då IRA vägrade lämna in sina vapen innan Sinn Fein fick vara med i förhandlingarna. År 1996 sprängde man en bomb på 1,5 ton mitt i centrala Manchester. En varning före attentatet gjorde att ingen dog, men 200 skadades (Bombattentatet i Manchester).
Billy Wright, ledare för Loyalist Volunteer Force, mördades av Irländska nationella befrielsearmén (INLA) i Mazefängelset 1998. Loyalist Volunteer Force hämnades med att döda tre INLA-män i Belfast.
En liten grupp (ca 100 IRA-män) bröt sig ur IRA och bildade 1997 Verkliga IRA, som motsätter sig fredsprocessen.
1998 Bombattentatet i Omagh där verkliga IRA dödade 29 människor och skadade över 200.
Trots våldet 1998 hölls politiska förhandlingar mellan representanter för Storbritanniens och Irlands regeringar och partier i Nordirland. Förhandlingarna ledde 1998 till långfredagsavtalet, som undertecknades den 10 april (långfredagen). Den 22 maj 1998 hölls folkomröstning om avtalet både i Nordirland och i Republiken Irland. Med stor majoritet godkändes avtalet. Avtalet innebar bl.a. att alla paramilitära grupper som skriver på en vapenvila och lämnar in sina vapen kommer att få amnesti och fångar från dessa grupper som sitter fängslade kommer att släppas fria.
1998 tillsattes en provisorisk regering som alla partier som hade skrivit under Långfredagsavtalet var med i. Partierna hade dock svårt att samarbeta, eftersom de hade liten tillit till varandra.
1999 går Irländska nationella befrielsearmén med på vapenvila.

## Fredsprocessen under 2000-talet
De första åren av 2000-talet var en turbulent tid där mord och terrordåd begicks och parterna skyllde på varandra. Sinn Féin och DUP var mer eller mindre knutna till de paramilitära grupperna och var på så sätt del av problemet. Exempelvis slogs Sinn Féins ledare Martin McGuinness och Ian Paisley, ledare för DUP, mot varandra i Slaget om Bogside. UUP, som har kopplingar till den omstridda Oranienorden, avslutades formellt 2005, men fortfarande är många UUP-medlemmar med i orden. Sinn Féin ses av många bedömare som den politiska grenen av IRA, och Gerry Adams har anklagats för att vara en av ledarna för IRA men han har själv alltid förnekat all inblandning i IRA.

Långfredagsavtalets mest kontroversiella del uppfylldes den 29 september 2000, då fångarna från de paramilitära grupper som hade skrivit på vapenvilan 1998 och hållit den släpptes. Mazefängelset öppnade portarna, och bland annat Michael Stone (Ulster Defence Association), Patrick Magee (Provisoriska IRA), Sean Kelly (Provisoriska IRA) och Shankill Butchers-medlemmarna släpptes. Sammanlagt släpptes 428 fångar. Det var svårt för båda sidor att se personer som de ansåg vara mördare gå fria, men det var ett viktigt steg mot fred.
Loyalist Volunteer Force är den enda paramilitära grupp som mördat en journalist, Martin O'Hagan, som mördades 2001.
2001 blev det oroligheter i Belfast de så kallade Holy Cross-kravallerna då katolska skolbarns föräldrar ansåg att i enlighet med Långfredagsavtalet skulle de kunna gå till skolan Holy Cross Girls' Primary School genom ett protestantiskt område för att slippa gå en lång omväg. Det var barn från det katolska området Ardoyne som gick igenom det protestantiska Glenbrynområdet, en sträcka på 400 meter. Barnen behövde poliseskort då protestanterna i området tyckte att det var en provokation från katolikerna och försökte stoppa dem från att gå igenom området. Våld bröt ut och katolska nationalister och protestantiska unionister slogs med varandra och mot polisen. Totalt 21 personer skadades. Efter förhandlingar löstes konflikten.
2001 börjar gränsstrider mellan katolska Short Strand och protestantiska Cluan Place i och med att det sker en trafikolycka där en 19-årig protestantisk pojke dör och föraren i bilen som kör på är katolik. Detta utlöser en våldsvåg av hämndaktioner från båda håll. Efter att man satt upp övervakningskameror och högre stängsel mellan områdena slutar våldet.
I augusti 2002 tog London åter över styret då de lokala politikerna inte kunde samarbeta, eftersom de anklagar varandra för de incidenter som hänt senaste åren.
2003 hölls det första demokratiska valet i Nordirland. Men de fyra största partierna som bildade regering kunde inte samarbeta, då Sinn Féin och DUP anklagade varandra för att våldet fortsatte i Nordirland.
En av de mest legendariska IRA-ledarna, Joe Cahill, dog år 2004, 84 gammal, och begravdes på Milltown Cemetery.
Den 28 juli 2005 deklarerade IRA:s arméledning att den väpnade kampen skulle avslutas. I ett uttalande, uppläst av Séanna Breathnach, menade organisationen att den hade instruerat sina medlemmar att lägga ned alla vapen och att inte delta i "någon aktivitet överhuvudtaget" förutom att hjälpa "utvecklandet av rent politiska och demokratiska program genom uteslutande fredliga medel". Organisationen gav vidare sina representanter auktoritet att omedelbart samarbeta med Independent International Commission on Decommissioning för att på ett trovärdigt sätt nedmontera sina vapen "på ett sätt som ytterligare kommer att öka folkets tillit och avsluta detta så fort som möjligt".
I augusti 2005 tog London åter över styret då lokala politiker inte kunde samarbeta.
Måndagen den 16 september 2005 bekräftar Independent International Commission on Decommissioning att vapnen är inlämnade. Det finns inga bildbevis på detta, eftersom man inte ville att det skulle se ut som om IRA var besegrat och att IRA-männens identitet inte skulle bli offentlig, då man var rädd för hämndaktioner.
Oktober 2005: Loyalist Volunteer Force lade ner sina vapen då IRA hade gjort det.

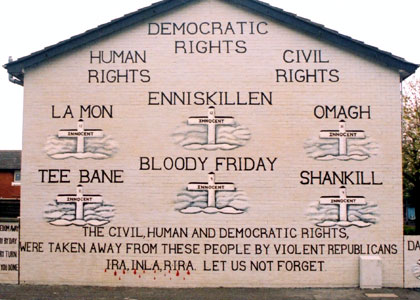
Unionistisk väggmålning på Newtownards Road, östra Belfast. Den påminner om några av IRA:s bombdåd.

Den 16 december 2005 meddelade Gerry Adams, ledare för Sinn Féin, på en presskonferens att man hade upptäckt en "mullvad" inom partiet: Denis Donaldson hade varit spion åt brittiska underrättelsetjänsten MI5. Han uteslöts från partiet. Donaldson var också med i Provisoriska IRA.
Den 4 april 2006 mördades Denis Donaldson med två hagelskott, ett i magen och ett i huvudet. IRA förnekade iblandning i dådet. Den 8 april begravdes han på Belfast City Cemetery. Han fick inte begravas på IRA:s begravningsplats Milltown Cemetery.
Den 11 och 13 oktober 2006 skrev de fyra största partierna ett avtal, St Andrews Agreement, om hur man skulle dela makten efter att val hållits. Irlands premiärminister Bertie Ahern och Storbritanniens premiärminister Tony Blair stödde det.
Den 25 november 2006 försökte Michael Stone (känd från attacken på Milltown Cemetery 1988) döda Sinn Féins ledare Gerry Adams och Martin McGuinness, efter att han försökt ta sig in i Stormont under pågående debatt. När man genomsökte Stones bil hittade man spikbomber, en yxa och en strypsnara. Stone fängslades för andra gången. Ulster Defence Association uteslöt Stone och sade sig inte ta ansvar för hans handlingar.
2007 hade man förhandlat om att återinföra Nordirlands självstyre. Ett steg mot självstyre togs då Sinn Féin röstade igenom ett förslag att samarbeta med polisen efter att man lovats att fler katolska poliser skulle rekryteras. Detta innebar att polisen fick patrullera katolska områden igen, men kravet var att poliserna skulle vara katolska. IMC (Internationella kommissionen för övervakning av vapenvila) sade att IRA hade hållit sitt löfte om att lägga ned vapnen.
2007 dömdes Michael McKevitt ledare för Verkliga IRA till 25 års fängelse för planering av Omaghbomben 1998. Eftersom Verkliga IRA inte skrivit på Långfredagsavtalet fick han ingen amnesti för sitt brott som många andra IRA-män fått.
Irlands premiärminister Bertie Ahern och Storbritanniens premiärminister Tony Blair träffades på Downing Street i februari 2007. Det förbättrade läget gjorde att man beslutade utlysa val i Nordirland och därefter införa självstyre. Man sade också att man krävde en koalitionsregering med både katoliker och protestanter. Kunde de lokala politikerna inte samarbeta skulle brittiska regeringen ta över makten igen.
När en majoritet av rösterna var räknade stod det klart att DUP och Sinn Féin var valets stora vinnare. Men först den 9 mars 2007 skulle valresultat vara helt klart. Då skulle också Bertie Ahern och Tony Blair träffas för att diskutera det politiska läget. Den nyvalda Northern Ireland Assembly skulle ha tiden till den 26 mars på sig att bilda en koalitionsregering.
DUP och Sinn Féin, valets vinnare, hade svårt att acceptera varandras kandidater, då många hade erkänt deltagande i eller anklagats för att använt eller stöttat våldshandlingar. Den 25 mars 2007 varnade den brittiska regeringen att om parterna inte kommer med ett förslag före midnatt skulle London fortsätta att leda Nordirland med direktstyre. DUP och Sinn Feins ledare, Ian Paisley och Gerry Adams, förhandlade och diskuterade direkt med varandra för första gången den 26 mars och lovade ha en regering färdig den 8 maj. Tony Blair och Bertie Ahern accepterade detta och flyttade fram datum för regeringsbildningen till den 8 maj.
Den 8 maj 2007 bildades en ny regering (Northern Ireland Executive) med både protestanter och katoliker.
Den 16 juli 2007 genomfördes Oranienordens årliga marscher för första gången på länge utan sammanstötningar. Oranienorden hade försökt göra marscherna så lite provocerande som möjligt utan militär och med minimerad marschmusik. Till och med genom katolska kvarter i Belfast och Derry, där hundratals IRA-män bor. Trots detta kom inga protester. Viss kritik från en minoritet i marscherna mot DUP:s partiledare Ian Paisley fanns, då vissa ansåg att han svikit orden genom att sätta sig i en regering med Sinn Fein.
I slutet av juli drog Storbritannien bort sina militära styrkor från Nordirland. De vakttorn som funnits mellan protestantiska och katolska kvarter monterades ner i de större städerna, till exempel Derry och Belfast, vilket var ännu ett stort steg i fredsprocessen.
Maj 2007: Ulsters Frivilligstyrka lägger ner vapnen som svar på IRA:s avväpning. Observera att organisationen behåller sina vapen.
11 november 2007: Ulster Defence Association och deras underorganisation ex Ulster Freedom Fighters lägger ner vapnen med motiveringen att då Provisoriska IRA har lagt ner vapnen finns ingen fiende. Observera att organisationen behåller sina vapen.
16 februari 2008 dog Brendan Hughes (en av grundarna av Provisoriska IRA) 59 år gammal på sjukhus i Belfast i sviterna efter hungerstrejken han deltog i 1980. Han begravdes på IRA:s begravningsplats Milltown Cemetery. Gerry Adams var en av kistbärarna.
Under 2008 försöker Verkliga IRA och Continuity IRA provocera fram våld:
Den 12 maj skadades en polisman då en bomb exploderade under hans bil i County Tyrone.
Den 28 maj sprängde Verkliga IRA en bomb i en affär i centrala Belfast. Fler bomber hittades som ej exploderat, ingen skadades.
Den 14 juni i County Fermanagh attackerade Continuity IRA polisbilar genom att lägga ut landminor, två poliser skadades.
Den 16 augusti attackerades polis av raketer skjutna av Verkliga IRA men ingen skadades.

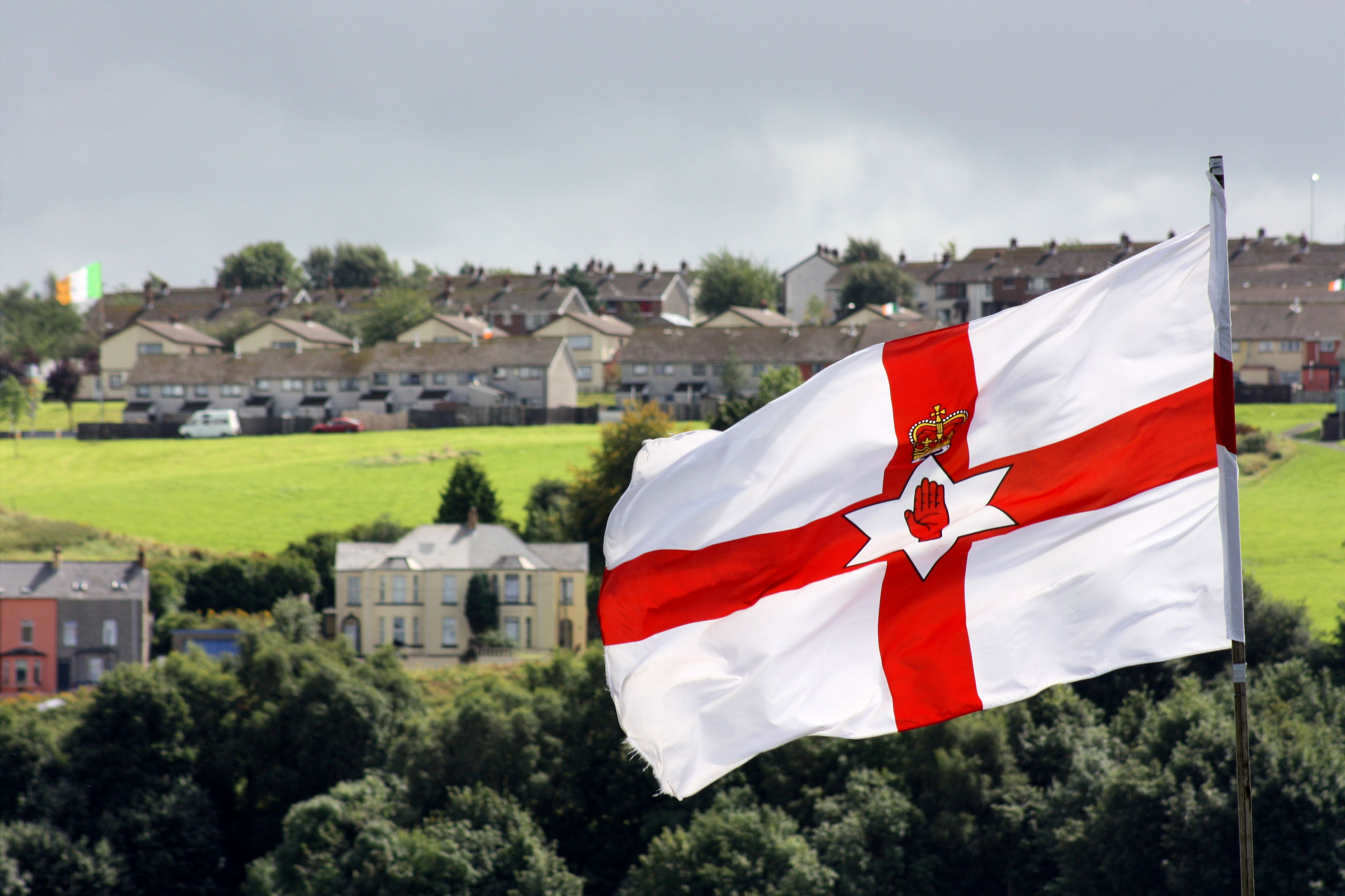
Nordirlands flagga (i förgrunden) från lojalistiska Fountain Estate, och (i bakgrund) Irlands flagga från nationalistiska Brandywell, Derry, 2009.

Den 7 mars 2009 dödades två soldater och två skadades, två pizzabud skadades också. Real IRA har tagit på sig dådet. Den 9 mars 2009 dödades en polis med ett skott i huvudet. Continuity IRA har tagit på sig dådet. Politiskt ser man en stor oro för att våldet ska öka igen och att unionistiska grupper ska begå hämndaktioner. Polisen har gripit fyra medlemmar av Real IRA. Mest känd är Colin Duffy som var en ikon inom Provisoriska IRA innan han hoppade av till Real IRA. Han anklagas för ett antal mord men har aldrig blivit fälld. Trots att han hoppat av har han hjältestatus bland nationalistiska ungdomar och de protesterade och försökte stoppa polisen från att söka igenom Duffys hus.
Den 13 juli 2009 genomfördes en av Oranienordens årliga marscher men efter flera år utan oroligheter blev det våldsamma gatukravaller då polis började slåss mot de nationalister som opponerar sig mot marscherna. 21 poliser skadades och våldet fortsatte även nästa dag.
Stadsdelen Ardoyne i Belfast såg sina värsta våldsamheter på fem år och skott sköts även mot polisen. Verkliga IRA har fått skulden för det inträffade och även i Londonderry vid Bogside blev det kravaller. Sinn Féin kritiserar våldet.
I oktober 2009 deklarerade IRSP att INLA hade lagt ner sina vapen.
I januari 2010 skadades en polisman av en bilbomb i närheten av Randalstown, County Antrim.
I juli 2010 bryter de värsta kravallerna sedan Långfredagsavtalet ute i Ardoyne och det sprider sig även till resten av Nordirland. Många poliser skadas och även skott avfyras mot poliser. Precis som 2009 kritiserade Sinn Féin våldet. På grund av det upptrappade våldet planerar Sinn Fein att införa något liknande den förut så hatade lagen Special Powers Act som avskaffades i början på 2000-talet. Lagen innebär att polisen har rätt att förbjuda folksamlingar och demonstrationer som samlats på kort tid och gripa deltagarna.
April 2011 blir oroligt då protestantiska paramilitära grupper attackerar polisen som håller på med en utredning mot dem. En av poliserna dör i en bilbomb.
Juni 2011 blir det kravaller i östra Belfast mellan lojalister och republikaner. Polisen anser att paramilitära gruppen Ulster Volunteer Force orsakade upploppet. Orangeordens årliga marsch genom väst Belfast juli 2011 blir attackerad av republikaner.
Sinn Féin och SDLP lägger fram ett förslag att brittiska flaggan inte ska hissas 365 dagar om året på offentliga byggnader. Efter att Alliance Party of Northern Ireland kommer med ett kompromissförslag att man bara ska hissa flaggan på särskilda dagar som drottningens födelsedag. En majoritet går med på förslaget och det röstas igenom december 2012. Detta provocerar lojalisterna och leder till flera dagars gatustrider med polisen. Peter Robinson, Democratic Unionist Partys ledare kritiserar och fördömer våldet.
I januari 2013 blir det oroligheter i östra Belfast på unionistiska Newtownards Road efter att parlamentet beslutat verkställa att begränsa användningen av den brittiska flaggan på offentliga byggnader till högtidsstunder och helgdagar. Detta provocerade lojalisterna och leder till flera dagar gatustrider med polisen.

## Blodigaste händelserna
| Antal döda | Händelse                             | Stad                        | Datum                 | Gärningsmän                          |
| ---------- | ------------------------------------ | --------------------------- | --------------------- | ------------------------------------ |
| 33         | Bombattentatet i Dublin och Monaghan | Dublin och Monaghan, Irland | 17 maj 1974           | Ulster Volunteer Force               |
| 29         | Bombattentatet i Omagh               | Omagh                       | 15 augusti 1998       | Real IRA                             |
| 18         | Warrenpointmassakern                 | Warrenpoint                 | 27 augusti 1979       | Provisoriska IRA                     |
| 14         | Den blodiga söndagen (1972)          | Derry                       | 30 januari 1972       | Brittisk Militär                     |
| 12         | Bombattentatet i Enniskillen         | Enniskillen                 | 8 november 1987       | Provisoriska IRA                     |
| 11         | Ballymurphymassakern                 | Belfast                     | 9 och 11 augusti 1971 | Brittisk Militär                     |
| 10         | Kingsmillmassakern                   | Kingsmill                   | 5 januari 1976        | South Armagh Republican Action Force |
| 10         | Bombattentatet på Shankill Road      | Belfast                     | 23 oktober 1993       | Provisoriska IRA                     |
| 9          | Blodiga fredagen                     | Belfast                     | 21 juli 1972          | Provisoriska IRA                     |
| 8          | Greysteel massakern                  | Greysteel                   | 30 oktober 1993       | Ulster Freedom Fighters              |
| 8          | Teebane Cross Road-massakern         | utan för Omagh              | 17 januari 1992       | Provisoriska IRA                     |

## Statistik

### Antal dödade
I artikeln finns ett urval av mord och bombdåd som skett. Under perioden 1969–2015 beräknas över 3 000 personer ha dött som en följd av konflikten i Nordirland.
| Döda per år (1969–2015). | Döda per år (1969–2015). |
| År                       | Antal.                   |
| ------------------------ | ------------------------ |
| 2015                     | 4                        |
| 2014                     | 1                        |
| 2013                     | 4                        |
| 2012                     | 5                        |
| 2011                     | 1                        |
| 2010                     | 2                        |
| 2009                     | 3                        |
| 2008                     | 1                        |
| 2007                     | 2                        |
| 2006                     | 3                        |
| 2005                     | 5                        |
| 2004                     | 2                        |
| 2003                     | 10                       |
| 2002                     | 11                       |
| 2001                     | 16                       |
| 2000                     | 19                       |
| 1999                     | 8                        |
| 1998                     | 55                       |
| 1997                     | 21                       |
| 1996                     | 18                       |
| 1995                     | 9                        |
| 1994                     | 64                       |
| 1993                     | 88                       |
| 1992                     | 89                       |
| 1991                     | 96                       |
| 1990                     | 81                       |
| 1989                     | 75                       |
| 1988                     | 104                      |
| 1987                     | 98                       |
| 1986                     | 61                       |
| 1985                     | 57                       |
| 1984                     | 69                       |
| 1983                     | 85                       |
| 1982                     | 110                      |
| 1981                     | 113                      |
| 1980                     | 80                       |
| 1979                     | 121                      |
| 1978                     | 81                       |
| 1977                     | 111                      |
| 1976                     | 295                      |
| 1975                     | 260                      |
| 1974                     | 294                      |
| 1973                     | 253                      |
| 1972                     | 479                      |
| 1971                     | 171                      |
| 1970                     | 28                       |
| 1969                     | 16                       |

### Dödsoffrens tillhörighet
| Dödsoffrens tillhörighet                                                                         | Dödsoffrens tillhörighet |
| Tillhörighet                                                                                     | Antal                    |
| ------------------------------------------------------------------------------------------------ | ------------------------ |
| Civila (inklusive civila politiska aktivister)                                                   | 1841                     |
| Brittiska säkerhetsstyrkor                                                                       | 1114                     |
| — Brittiska armén (inklusive Ulster Defence Regiment, Royal Irish Regiment och Territorial Army) | 712                      |
| — F.d. medlemmar av brittiska armén                                                              | 45                       |
| — Brittiska flygvapnet                                                                           | 4                        |
| — Brittiska flottan                                                                              | 2                        |
| — Brittisk polis (inklusive Royal Ulster Constabulary)                                           | 307                      |
| — F.d. medlemmar av brittisk polis                                                               | 18                       |
| — Brittisk fängelsepersonal                                                                      | 24                       |
| — F.d. medlemmar av brittisk fängelsepersonal                                                    | 2                        |
| Irländska säkerhetsstyrkor                                                                       | 11                       |
| — Irlands armé                                                                                   | 1                        |
| — Irländsk polis                                                                                 | 9                        |
| — Irländsk fängelsepersonal                                                                      | 1                        |
| Irländska republikanska paramilitära                                                             | 396                      |
| — Irländska republikanska paramilitära                                                           | 374                      |
| — F.d. irländska republikanska paramilitära                                                      | 22                       |
| Nordirländska unionistiska paramilitära                                                          | 170                      |
| — Nordirländska unionistiska paramilitära                                                        | 162                      |
| — F.d. nordirländska unionistiska paramilitära                                                   | 8                        |

| Vilka länder som offren dog i | Vilka länder som offren dog i |
| Land                          | Antal                         |
| ----------------------------- | ----------------------------- |
| Nordirland                    | 3209                          |
| Irland                        | 113                           |
| England                       | 125                           |
| Övriga Europa                 | 18                            |

### Ansvariga för dödandet
| Organisationer ansvariga för dödandet           | Organisationer ansvariga för dödandet |
| Gärningsgrupp                                   | Antal dödade                          |
| ----------------------------------------------- | ------------------------------------- |
| Irländska republikanska paramilitära grupper    | 2058                                  |
| Nordirländska unionistiska paramilitära grupper | 1027                                  |
| Brittiska säkerhetsstyrkor                      | 363                                   |
| Irländska säkerhetsstyrkor                      | 5                                     |
| Okänd gärningsman                               | 79                                    |
| Totalt                                          | 3525                                  |

Av de som dödades av brittiska säkerhetsstyrkor var: 
- 187 st. (~51,5%) civila
- 145 st. (~39,9%) irländska republikanska paramilitära
- 18 st. (~4,9%) nordirländska unionistiska paramilitära
- 13 st. (~3,5%) andra medlemmar av brittiska säkerhetsstyrkor[22]

A de som dödades av irländska republikanska paramilitära var: 
- 1080 st. (~52%) medlemmar eller före detta medlemmar av brittiska säkerhetsstyrkor
- 723 st. (~35%) civila
- 187 st. (~9%) andra irländska republikanska paramilitära
- 57 st. (~2,7%) nordirländska unionistiska paramilitära
- 11 st. (~0,5%) medlemmar av irländska säkerhetsstyrkor[23]

Av de som dödades av nordirländska unionistiska paramilitära var:
- 877 st. (~85,4%) civila
- 94 st. (~9%) andra nordirländska unionistiska paramilitära
- 41 st. (~4%) irländska republikanska paramilitära
- 14 (~1%) medlemmar av brittiska säkerhetsstyrkor[23]

## Paramilitära grupper

### Unionister
- Ulster Volunteer Force
- Ulster Defence Association
- Loyalist Volunteer Force
- Red Hand Commandos
- Ulster Resistance

### Republikaner
- Provisional IRA
- Official IRA
- Continuity IRA
- Real IRA
- Irish National Liberation Army
- Irish People's Liberation Organisation
- Saor Éire

## Kända områden i konflikten

### Unionistiska områden
- Shankill Road, Belfast
- Sandy Row, Belfast
- Waterside, Derry
- Newtownards Road, Belfast
- Cluan Place, Belfast
- Fountain Estate, Derry

### Nationalistiska områden
- Falls Road, Belfast
- Ballymurphy, Belfast
- Whiterock, Belfast
- Ardoyne, Belfast
- Short Strand, Belfast
- Bogside, Derry
- Creggan, Derry
- Free Derry (Bogside, Brandywell, Creggan, Bishop Street och Foyle Road) var fristat 1969–1972, Derry
- Brandywell, Derry
- Milltown Cemetery, Belfast
- Andersonstown, Belfast
- New Lodge, Belfast

### Fängelser
- Mazefängelset (för män) 1972–2000
- Armagh Prison (för kvinnor) 1974–1986
- Maghaberry Prison (för kvinnor) 1986–
- HM Prison (för män) 1846–1996 (ex. på exfångar är DUP-partiledaren och f.d. försteministern Ian Paisley samt Sinn Fein-ledaren Gerry Adams, deras partier leder idag landet.)

## Väggmålningar

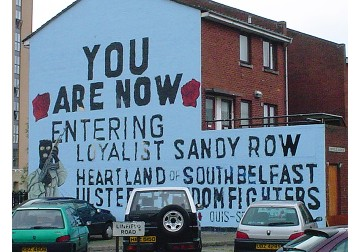
Väggmålning i Sandy Row.
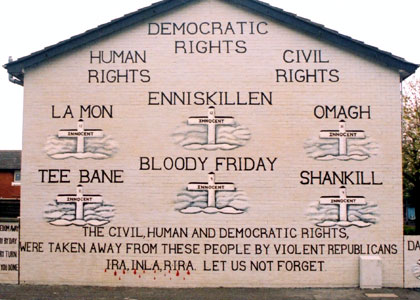
Unionistisk väggmålning på Newtownards Road, östra Belfast. Den påminner om några av IRA:s bombdåd.

## Sånger om konflikten
- "Banana Republic" – The Boomtown Rats
- "There Were Roses" – Tommy Sands
- "Holy Wars... The Punishment Due" – Megadeth
- "The Island" – Paul Brady
- "Theme from Harry's Game" – Clannad
- "Oliver's Army" – Elvis Costello
- "Zombie" – The Cranberries
- "Belfast" – Elton John
- "Sunday Bloody Sunday" and The Luck of the Irish – John Lennon och Yoko Ono
- "Belfast" – Boney M
- "Sunrise" – The Divine Comedy
- "Forgotten Sons" – Marillion
- "Give Ireland Back to the Irish" – Paul McCartney
- "Belfast (Penguins and Cats)" – Katie Melua
- "Invisible Sun" – The Police
- "Streets of Sorrow/Birmingham Six" och "Flogging Molly" – The Pogues
- "The Troubles" – The Roches
- "Belfast Child" – Simple Minds
- "This Is a Rebel Song" – Sinéad O'Connor
- "Through the barricades" – Spandau Ballet
- "Each Dollar a Bullet" – Stiff Little Fingers
- "Belfast to Boston (God's Rifle)" – James Taylor
- "God Kicks", "Potato Junkie" och "Church of Noise" – Therapy?
- "Sunday Bloody Sunday", "Please", "Peace on Earth" och "North and South of The River" – U2
- "The Troubles" – XTC
- "Letter from Louise" – The Saw Doctors
- "Soldier" – Harvey Andrews
- "The Town I Loved So Well" – Phil Coulter
- "Pie Jesu" – Andrew Lloyd Weber
- "The More I See (The Less I Believe)" – Fun Boy Three
- "Shankill Butchers" – Decemberists
- "Broken Land" – The Adventures
- "Crimson Days" – Silent Running
- "Last Night Another Soldier", "Brighton Bomb" och "Soldier" – The Angelic Upstarts
- "Ulster" – Sham 69
- "Ether" – Gang Of Four
- "The Greening of Belfast" – Michael Card
- "Alternative Ulster" av Stiff Little Fingers
- "Den trettionde i första sjuttiotvå" – Fred Åkerström
- "Blues för IRA" – Cornelis Vreeswijk
- "Out in the fields" – Phil Lynott & Gary Moore